# Suddivisioni dello Stato di Palestina
     Zone sotto il controllo palestinese (Zone A & B)
     Zone sotto il controllo israeliano (Zona C)

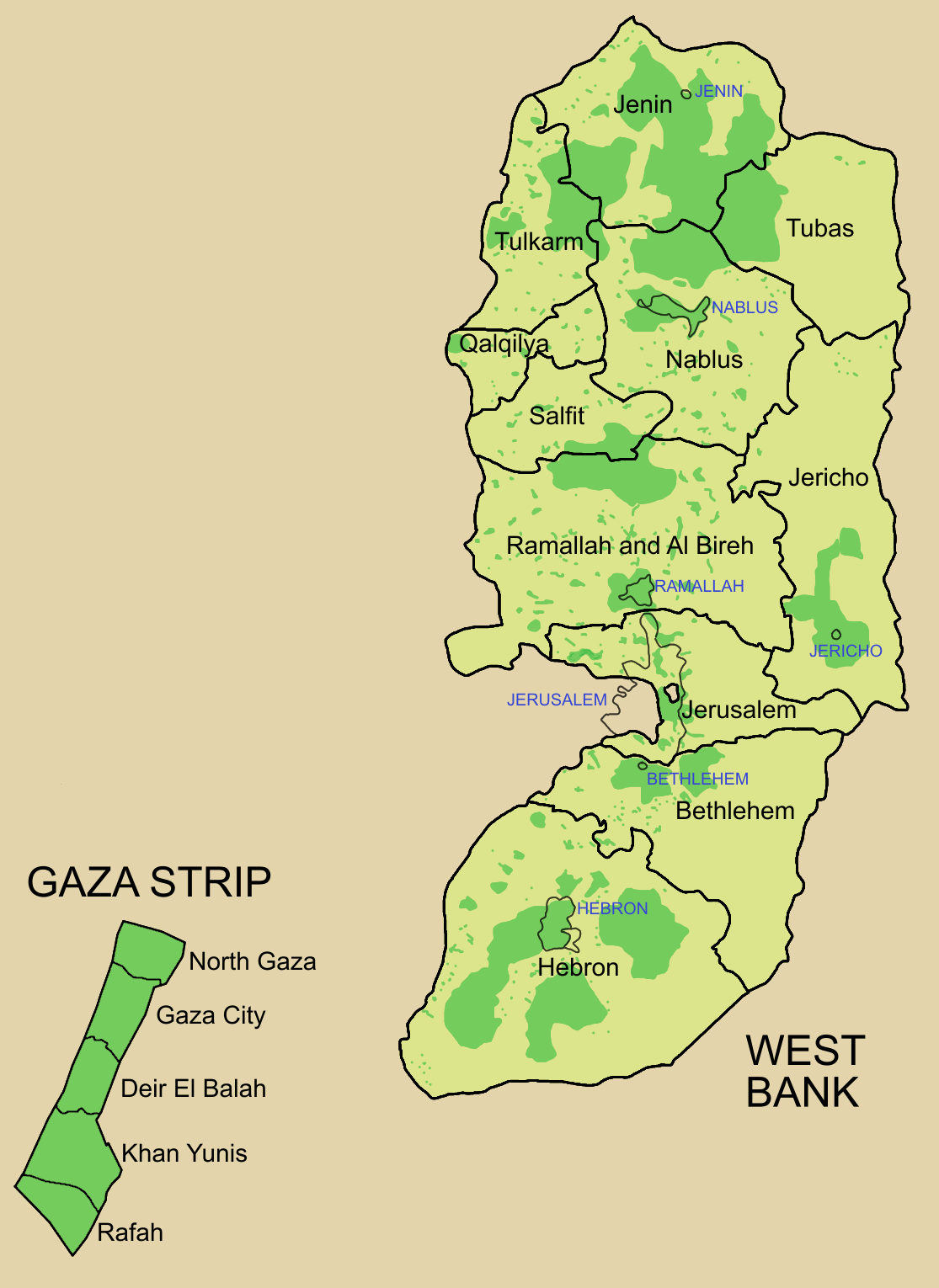
Stato di Palestina:
Zone sotto il controllo palestinese (Zone A & B)
Zone sotto il controllo israeliano (Zona C)

La suddivisione amministrativa dello Stato di Palestina, proclamato nel 1988 dall'Organizzazione per la Liberazione della Palestina (OLP), è stata creata nel 1994 dall'Autorità Nazionale Palestinese (ANP), istituita nel 1994.
L'ANP, attualmente, non controlla tutte le entità che rivendica e lo Stato di Palestina è riconosciuto solo in parte come Stato sovrano.
Gli Accordi di Oslo (1993), tra l'Organizzazione per la Liberazione della Palestina (OLP) ed il Governo di Israele, descrissero 3 livelli di controllo per le Aree denominate:
- Zona A - pieno controllo dell'Autorità Nazionale Palestinese;
- Zona B - controllo civile dell'Autorità Nazionale Palestinese e controllo per la sicurezza del Governo di Israele;
- Zona C - pieno controllo del Governo di Israele, eccetto che sui civili palestinesi; questa Zona comprendeva gli Insediamenti israeliani e le Zone di Sicurezza (Seam Zone) senza una significativa popolazione palestinese.

     Israele
     Cisgiordania dello Stato di Palestina
     Zone di Sicurezza (Seam Zone)
     Giordania
     Gerusalemme (fuori la "Seam Zone")
     Gerusalemme Est (dentro la "Seam Zone")
     Linea Verde
     Barriera di Separazione Israeliana
     Confine tra la Giordania e Israele
     Mar Mediterraneo & Mar Morto

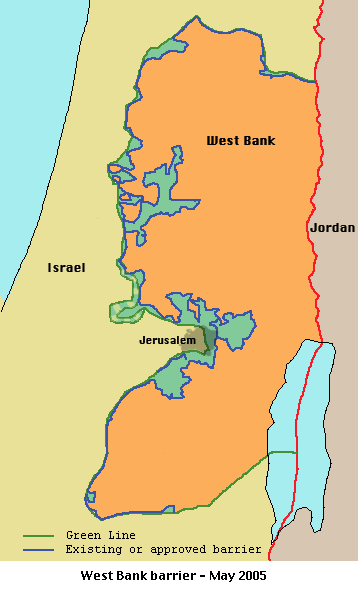
Zone di Sicurezza (Seam Zone), situazione al maggio 2005:
Israele
Cisgiordania dello Stato di Palestina
Zone di Sicurezza (Seam Zone)
Giordania
Gerusalemme (fuori la "Seam Zone")
Gerusalemme Est (dentro la "Seam Zone")
Linea Verde
Barriera di Separazione Israeliana
Confine tra la Giordania e Israele
Mar Mediterraneo & Mar Morto

Le Zone di Sicurezza (Seam Zone) sono quella parte di territorio della Cisgiordania comprese dalla  alla Barriera di Separazione Israeliana, e sotto occupazione israeliana, dove si trovano alcuni comuni, ad esempio, Umm ar-Rihan (Municipalità di Livello D).
Gerusalemme Est fu esclusa dagli Accordi di Oslo.
Con gli Accordi di Oslo 2 (1995) il territorio dell'ANP fu ampliato a Betlemme, Hebron, Jenin, Nablus, Qalqilya, Ramallah, Tulkarm, e altri 450 villaggi della Cisgiordania.
Ci sono 2 Aree principali rivendicate dall'ANP:
1. la Cisgiordania, che comprende Zone A, B e C;
2. la Striscia di Gaza, che è pienamente in Zona A.

Nel 1994 il Ministero Palestinese del Governo Locale (MoLG) istituì:
- 16 Governatorati ((AR)  Muhafazah):
  - 11 in Cisgiordania;
  - 5 nella Striscia di Gaza;
- 483 Unità di Governo Locale, che comprendono:
  - 322 Municipalità ((AR)  Hayyat Mahaliya):
    - 14 Municipalità A (Città);
    - 41 Municipalità B (Città o Comuni);
    - 47 Municipalità C (Comuni);
    - 220 Municipalità D (Villaggi);

  - 161 Piccoli Agglomerati;
  - 32 Campi Profughi:
    - 24 Campi Profughi nella Regione della Cisgiordania (o West Bank);
    - 8 Campi Profughi nella Regione della Striscia di Gaza.

Riforme successive tendettero a ridurre il numero delle unità di governo locale (Comuni e Villaggi).
L'ANP è anche orientato a mettere in unione le Municipalità di Livello C e D, attraverso entità intercomunali, chiamate Joint Services Councils (JSC), di cui ne esistono circa 100.
La Direzione Generale dei Consigli Paritetici è stata istituita con lo scopo di promuovere e gestire i progetti congiunti tra le unità locali.
Dal 2007, a seguito del Conflitto tra Fatah e Hamas, esistono 2 Governi che affermano di essere Governi legittimi dello Stato di Palestina:
- uno nella Striscia di Gaza, controllato dal Movimento Islamico di Resistenza (Hamas), in maggioranza (74 seggi su 132) nel Consiglio Legislativo Palestinese eletto nel 2006 e mai più rinnovato;
- l'altro in Cisgiordania, controllato dal Movimento di Liberazione Palestinese (al-Fatah), in minoranza (45 seggi su 132) nel Consiglio Legislativo Palestinese eletto nel 2006 e mai più rinnovato.

## Regioni
In base alle attuali divisioni amministrative, il territorio dello Stato di Palestina è diviso in 2 Regioni geografiche, come suddivisioni di 1º Livello:
- Regione della Cisgiordania (o West Bank);
- Regione della Striscia di Gaza.

In alcune fonti, le regioni sono indicate anche come "distretti".
| Mappe | Regioni dello Stato di Palestina | Capoluoghi | Popolazioni (ab. al 2007) | Superfici (km²) | ISO 3166-2 |
| ----- | -------------------------------- | ---------- | ------------------------- | --------------- | ---------- |
|       | Cisgiordania                     | Gerico     | 2.345.107                 | 5.879           | PS-???     |
|       | Striscia di Gaza                 | Gaza       | 1.416.539                 | 363             | PS-???     |
|       | Totale                           |            | 3.761.646                 | 6.242           |            |

## Governatorati
In base alle attuali divisioni amministrative, il territorio dello Stato di Palestina è diviso in 2 Regioni geografiche, a loro volta divise in 16 Governatorati, come suddivisioni di 2º Livello:
- 11 Governatorati nella Regione della Cisgiordania (o West Bank);
- 5 Governatorati nella Regione della Striscia di Gaza.

### Governatorati della Regione della Cisgiordania
| Mappe | Governatorati della Regione della Cisgiordania                                                     | Capoluoghi      | Popolazioni (ab. al 2012) | Superfici (km²) | ISO 3166-2 |
| ----- | -------------------------------------------------------------------------------------------------- | --------------- | ------------------------- | --------------- | ---------- |
|       | Governatorato di Betlemme                                                                          | Betlemme        | 176.515                   | 644             | PS-BTH     |
|       | Governatorato di Gerico                                                                            | Gerico          | 41.724                    | 608             | PS-JRH     |
|       | Governatorato di Gerusalemme (compresa Gerusalemme annessa da Israele con cittadinanza israeliana) | Gerusalemme Est | 362.521                   | 344             | PS-JEM     |
|       | Governatorato di Hebron                                                                            | Hebron          | 551.129                   | 1.060           | PS-HBN     |
|       | Governatorato di Jenin                                                                             | Jenin           | 256,212                   | 583             | PS-JEN     |
|       | Governatorato di Nablus                                                                            | Nablus          | 321.493                   | 592             | PS-NBS     |
|       | Governatorato di Qalqilya                                                                          | Qalqilya        | 59.464                    | 164             | PS-QQA     |
|       | Governatorato di Ramallah e al-Bireh                                                               | Ramallah        | 278.018                   | 844             | PS-RBH     |
|       | Governatorato di Salfit                                                                            | Salfit          | 59.464                    | 191             | PS-SLT     |
|       | Governatorato di Tubas                                                                             | Tubas           | 48.771                    | 372             | PS-TBS     |
|       | Governatorato di Tulkarm                                                                           | Tulkarm         | 158.213                   | 239             | PS-TKM     |
|       | Totale                                                                                             |                 | 2.345.107                 | 5.671           |            |

### Governatorati della Regione della Striscia di Gaza
| Mappe | Governatorati della Regione della Striscia di Gaza | Capoluoghi    | Popolazioni (ab. al 2012) | Superfici (km²) | ISO 3166-2 |
| ----- | -------------------------------------------------- | ------------- | ------------------------- | --------------- | ---------- |
|       | Governatorato di Dayr al-Balah                     | Dayr al-Balah | 205.534                   | 56              | PS-DEB     |
|       | Governatorato di Gaza                              | Gaza          | 496.410                   | 70              | PS-GZA     |
|       | Governatorato di Gaza Nord                         | Beit Lahia    | 270.245                   | 61              | PS-NGZ     |
|       | Governatorato di Khan Yunis                        | Khan Yunis    | 270.979                   | 108             | PS-KYS     |
|       | Governatorato di Rafah                             | Rafah         | 173.371                   | 65              | PS-RFH     |
|       | Totale                                             |               | 1.416.539                 | 360             |            |

## Municipalità
In base alle attuali divisioni amministrative, il territorio dello Stato di Palestina è diviso in 2 Regioni geografiche, a loro volta divise in 16 Governatorati, a loro volta divisi in 322 Municipalità (di 4 Livelli), come suddivisioni di 3º Livello:
- 14 Municipalità A (Città);
- 41 Municipalità B (Città o Comuni);
- 47 Municipalità C (Comuni);
- 220 Municipalità D (Villaggi).

Inoltre, esistono 32 Campi profughi palestinesi, creati dopo la Guerra arabo-israeliana del 1948 per accogliere i rifugiati palestinesi espulsi in seguito al conflitto (Nakba):
- 24 Campi Profughi nella Regione della Cisgiordania (o West Bank);
- 8 Campi Profughi nella Regione della Striscia di Gaza.

| Municipalità dello Stato di Palestina | Quantità | Descrizioni | Amministrazioni                                                                              |
| ------------------------------------- | -------- | --- | -------------------------------------------------------------------------------------------- |
| Municipalità A (Città)                | 14       | Municipalità capoluoghi di Governatorato o di primaria importanza.                                                                                            | Amministrate da un Consiglio di 13 Membri, presieduto da 1 Presidente e da 1 Sindaco eletto. |
| Municipalità B (Città o Comuni)       | 41       | Municipalità che hanno una popolazione di oltre 8.000 abitanti o che hanno avuto una lunga esistenza come Consigli Locali sotto l'Amministrazione israeliana. | Amministrate da un Consiglio di 13 Membri, presieduto da 1 Presidente.                       |
| Municipalità C (Comuni)               | 47       | Municipalità che hanno una popolazione da 8.000 a 4.000 abitanti. La maggior parte è stata recentemente approvata dall'Autorità Nazionale Palestinese.        | Amministrate da un Consiglio di 11 Membri.                                                   |
| Municipalità D (Villaggi)             | 220      | Municipalità che hanno una popolazione da entro 4.000 ad 800 abitanti.                                                                                        | Amministrate da un Consiglio di 9 Membri.                                                    |
| Totale                                | 322      | |                                                                                              |

### Municipalità della Regione della Cisgiordania
| Mappe | Governatorati della Regione della Cisgiordania | Municipalità A (Città) | Municipalità B (Città o Comuni) | Municipalità C (Comuni) | Municipalità D (Villaggi) | Campi Profughi                                                                                                 |  |
| ----- | ---------------------------------------------- | ---------------------- | ------------------------------- | ----------------------- | ------------------------- | --- |  |
|       | Governatorato di Betlemme                      | ?                      | ?                               | ?                       | ?                         | 3 Campi Profughi: 1. Aida 2. Bayt Jibrin 3. Dheisheh                                                           |  |
|       | Governatorato di Gerico                        | ?                      | ?                               | ?                       | ?                         | 2 Campi Profughi: 1. Aqabat Jabr 2. Ayn al-Sultan                                                              |  |
|       | Governatorato di Gerusalemme                   | ?                      | ?                               | ?                       | ?                         | 1 Campo Profughi: 1. Shu'fat                                                                                   |  |
|       | Governatorato di Hebron                        | ?                      | ?                               | ?                       | ?                         | 2 Campi Profughi: 1. Arrub 2. Fawwar                                                                           |  |
|       | Governatorato di Jenin                         | ?                      | ?                               | ?                       | ?                         | 1 Campo Profughi: 1. Jenin                                                                                     |  |
|       | Governatorato di Nablus                        | ?                      | ?                               | ?                       | ?                         | 3 Campi Profughi: 1. Askar 2. Balata 3. 'Ein Beit el Ma - Campo N° 1                                           |  |
|       | Governatorato di Qalqilya                      | ?                      | ?                               | ?                       | ?                         | 0 Campi Profughi                                                                                               |  |
|       | Governatorato di Ramallah e al-Bireh           | ?                      | ?                               | ?                       | ?                         | 7 Campi Profughi: 1. Am'ari 2. Birzeit - As-Saqaeif 3. Dayr Ammar 4. Kalandia 5. Jalazona 6. Qaddura 7. Silwad |  |
|       | Governatorato di Salfit                        | ?                      | ?                               | ?                       | ?                         | 0 Campi Profughi                                                                                               |  |
|       | Governatorato di Tubas                         | ?                      | ?                               | ?                       | ?                         | 1 Campo Profughi: 1. Far'a                                                                                     |  |
|       | Governatorato di Tulkarm                       | ?                      | ?                               | ?                       | ?                         | 2 Campi Profughi: 1. Nur Shams 2. Tulkarm                                                                      |  |
|       | Totale                                         | ?                      | ?                               | ?                       | ?                         | 24 |  |

### Municipalità della Regione della Striscia di Gaza
| Mappe | Governatorati della Regione della Striscia di Gaza | Municipalità A (Città) | Municipalità B (Città o Comuni) | Municipalità C (Comuni) | Municipalità D (Villaggi) | Campi Profughi                                                               |  |
| ----- | -------------------------------------------------- | ---------------------- | ------------------------------- | ----------------------- | ------------------------- | ---------------------------------------------------------------------------- |  |
|       | Governatorato di Dayr al-Balah                     | ?                      | ?                               | ?                       | ?                         | 4 Campi Profughi: 1. Bureayj 2. Campo di Dayr al-Bala 3. Maghazi 4. Nusayrat |  |
|       | Governatorato di Gaza                              | ?                      | ?                               | ?                       | ?                         | 1 Campo Profughi: 1. Beach camp (Shati)                                      |  |
|       | Governatorato di Gaza Nord                         | ?                      | ?                               | ?                       | ?                         | 1 Campo Profughi: 1. Jabaliya                                                |  |
|       | Governatorato di Khan Yunis                        | ?                      | ?                               | ?                       | ?                         | 1 Campo Profughi: 1. Khan Yunis                                              |  |
|       | Governatorato di Rafah                             | ?                      | ?                               | ?                       | ?                         | 1 Campo Profughi: 1. Campo di Rafah                                          |  |
|       | Totale                                             | ?                      | ?                               | ?                       | ?                         | 8                                                                            |  |